# 格雷福德 (印第安納州)
格雷福德（英語：Grayford）是位於美國印地安納州詹寧斯縣的一個非建制地區。該地的面積和人口皆未知。